# Калиниченко, Николай Михайлович
Николай Михайлович Калиниченко (род. 19 июля 1955, Москва) — советский и российский шахматист, гроссмейстер ИКЧФ. Шахматный литератор, академик общественной организации «Академия шахматно-шашечного искусства».

## Биография
Участвовал в ряде международных соревнований по заочным шахматам под эгидой ИКЧФ. Бронзовый призёр 48-го чемпионата Европы по переписке (1993—1998) по итогам которого получил звание международного мастера ИКЧФ. В 2002 становится сеньор-мастером ИКЧФ, звания гроссмейстера ИКЧФ достиг в 2003 по итогам мемориала Наполитано (сыгран в 1998, разделил 1-2-е места). В составе команды РФ являлся участником 4-го командного чемпионата Европы в 1994. Участник ¾ финала 19-го чемпионата мира (1999—2004; 7-е место из 17-ти участников). В течение многих лет был научным редактором литературы по шахматам в издательстве «Физкультура и спорт». Является автором нескольких десятков книг по теории и практике шахмат, издаваемых по всему миру.

## Публикации
- Калиниченко Н. М. Энциклопедия шахматных окончаний. АСТ, 2004. ISBN 5-17-025662-0.
- Калиниченко Н. М. 1000 сенсационных поражений шахматных королей. АСТ, 2006. ISBN 5-17-038639-7.
- Калиниченко Н. М. 100 уроков шахматных маэстро. АСТ, 2007. ISBN 978-5-17-039874-4.
- Калиниченко Н. М. Шахматные дебюты. Практическое руководство. Все полуоткрытые начала. АСТ, 2008. ISBN 978-5-17-052524-9.
- Калиниченко Н. М. Учитесь играть открытые дебюты. АСТ, 2009. ISBN 978-5-17-056946-5.
- Калиниченко Н. М., Карпов А. Е. Методы шахматной стратегии. Шахматный дом, 2009. ISBN 978-5-94693-991-1.
- Калиниченко Н. М. Шахматы. Полный курс. АСТ, 2010. ISBN 978-5-17-066673-7.
- Калиниченко Н. М. Убийство чемпионов. Василий Иванчук. Лучшие партии. АСТ, 2010. ISBN 978-5-17-058694-3.
- Калиниченко Н. М. Полный дебютный репертуар шахматиста. АСТ, 2011. ISBN 978-5-17-057689-0.
- Калиниченко Н. М. Книга начинающего шахматиста. АСТ, 2011. ISBN 978-5-17-052415-0.
- Калиниченко Н. М. Учебник шахматной стратегии для юных чемпионов. ФАИР, 2016. ISBN 978-5-8183-1994-0.
- Калиниченко Н. М., Кузнецов К. В. Детские шахматы. Первый год. Фигуры и правила, основы тактик атаки и обороты и простые маты. БОМБОРА, 2021. ISBN 978-5-04-103380-4.
- Эстрин Я. Б., Калиниченко Н. М. Шахматные дебюты. Полный курс. Изд-во: Калиниченко, 2021. ISBN 978-5-907234-28-4.
- Калиниченко Н. М. Курс шахматных дебютов. Изд-во: Калиниченко, 2021. ISBN 978-5-907234-26-0.
- Калиниченко Н. М. Курс шахматных окончаний для начинающих. Изд-во: Калиниченко, 2021. ISBN 978-5-907234-33-8.
- Ионов В. Э., Калиниченко Н. М. Владимир Крамник. Школа современных шахмат. Изд-во: Калиниченко, 2022. ISBN 978-5-907234-38-3.
- Калиниченко Н. М. Магнус Карлсен. Современный шахматный учебник. Изд-во: Калиниченко, 2022. ISBN 978-5-907234-39-0.